# Чигирик Євген Карпович
Євмен Чигирик (1858 — ?) — депутат Державної думи II скликання від Київської губернії. 

## Життєпис
Українець. Походив з містечка Боровиця Чигиринського повіту Київської губернії. Випускник церковно-приходської школи. Займався землеробством. 
7 лютого 1907 — обраний до Державної думи II скликання від загального складу виборців Київського губернського виборчих зборів.  
В донесеннях начальника Київського губернського жандармського управління сказано, що Чигирик перед від'їздом до Санкт-Петербургу виступав на мітингах в селах Чигиринського повіту, вимагаючи амністії для політв'язнів, вилучення земель у поміщиків, передачі їх селянам, розвитку народної освіти та ін. 
Входив до Трудової групи і був близький до фракції Селянської спілки. Увійшов до складу аграрної думської комісії. Брав участь в дебатах з аграрного питання.  
Залишив фракцію Трудової групи, зробивши заяву 25 травня 1907 через перехід до Української громади. 
Подальша доля і дата смерті невідомі. 